# Robert Bauer (Mykologe)
Robert Bauer (* 1950; † 8. September 2014 bei Neckartailfingen) war ein deutscher Mykologe. Er war ein Spezialist auf dem Gebiet der Rostpilze und der Ustilaginomycetes. Sein botanisches Autorenkürzel lautet „R.Bauer“.

## Leben
Bauer studierte während der 1970er-Jahre Biologie an der Universität Tübingen. Aufgrund seines Interesses für Pflanzen und Pilze schloss er 1983 seine Promotion zum Thema „Experimentell-ontogenetische und karyologische Untersuchungen an Uredinales“ ab. Er arbeitete anschließend als wissenschaftlicher Mitarbeiter am Lehrstuhl für „Spezielle Botanik und Mykologie“ (heute: „Evolutionäre Ökologie der Pflanzen“) im Institut für Evolution und Ökologie der Universität Tübingen.
Bauer veröffentlichte über 100 Publikationen während seiner Karriere, während welcher er auch stark in die universitäre Lehre eingebunden war. Am 8. September 2014 wurde er tot aus dem Aileswasensee geborgen.